# 武富済

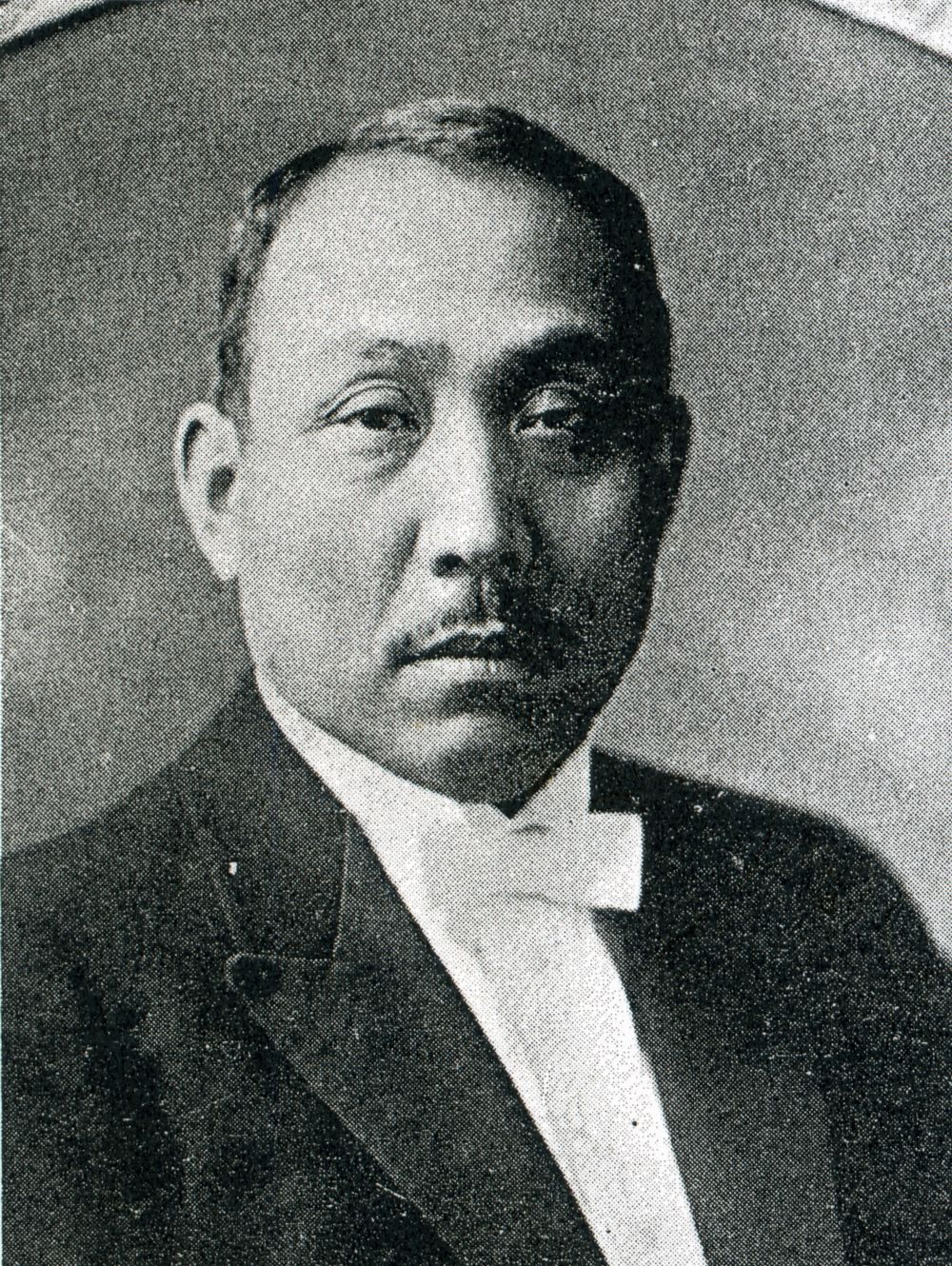
武富済の肖像写真

武富 済（たけとみ わたる、1879年（明治12年）4月23日 - 1937年（昭和12年）4月20日）は、日本の検事、弁護士、衆議院議員（憲政会→立憲民政党）。旧字体では武富 濟。

## 略歴
愛知県碧海郡刈谷村（現在の刈谷市）出身。東京府尋常小に編入し、府立一中 、二高を経て、1904年、東京帝国大学法科卒業。司法官試補を経て、検事任官 。塩野季彦、小原直らと共に小林芳郎一門。
主な経歴として、東京区裁判所兼地方裁判所検事、大審院検事事務取扱。シーメンス事件、帝人事件と並び、戦前の三大疑獄とされた日糖疑獄及び内外石油疑獄では、小林芳郎東京地方裁判所検事局検事正の下で、南谷知悌、小原直、小山松吉、三浦栄五郎らと共に家宅捜査や贈収賄者の取調べ担当にあった。特に、後者の内外石油疑獄では、小原と共に事件担当となったが、小林芳郎らの抵抗も空しく、桂太郎総理の鶴の一声で、松室致検事総長、平沼騏一郎司法省刑事局長以下、本件捜査を見合わせることで終幕した。さらに1910年大逆事件である「幸徳事件」における幸徳秋水検挙の功労者だとされている。
1912年、検事を退職し弁護士となり、東京弁護士会常議員会議長となる。1924年に憲政会公認で衆議院選挙に立候補、初当選。連続5期務める。立憲民政党総務など歴任。1929年、小選挙区制法案に反対し、3月12日の衆議院本会議では法案審議を14日に延期する動議の趣旨説明を行った。武富の趣旨説明は、5時間30分にわたる長時間演説となった。全国の選挙区を、郡・自治体別に詳細に取り上げ、さらに与党・立憲政友会、院内会派新党倶楽部批判を始めたが、清瀬一郎副議長に討論を打ち切られた。これは憲政史上最長記録である。
同年、濱口内閣が成立すると初代拓務参与官に就任した。墓所は多磨霊園。